# (2731) Cucula
(2731) Cucula est un astéroïde de la ceinture principale.

## Description
(2731) Cucula est un astéroïde de la ceinture principale. Il fut découvert par Paul Wild le 21 mai 1982 à l'observatoire Zimmerwald. Il présente une orbite caractérisée par un demi-grand axe de 3,19 UA, une excentricité de 0,188 et une inclinaison de 13,34° par rapport à l'écliptique.
Il fut nommé d'après l'oiseau cucula, nom latin du coucou.

## Compléments